# 芬·巴特爾斯
芬·巴特爾斯（德語：Fin Bartels；1987年2月7日—）是一位德國足球運動員，現在效力於德乙球隊基爾。他是一位前場多面手，可以勝任中場或前鋒等各位置。

## 職業生涯
巴爾特斯出身自家鄉球隊霍爾斯坦基爾青訓營。2005–06賽季，他進入一線隊，開始代表球隊在高級聯賽中出賽。
2007年夏天，他轉會至德甲球隊漢莎羅斯托克。2007年10月6日，他在對陣沃爾夫斯堡的比賽中上演德甲首秀。2008年3月1日，他以一個倒掛金勾攻破比勒費爾德的球門，收穫他的第一顆德甲進球。
巴特爾斯在2010–11賽季轉投剛升級至德甲的聖保利。雖然聖保利在一個賽季後即降級至德乙，但他繼續跟隨球隊征戰德乙聯賽。2014年1月30日，巴特爾斯宣布將在2013–14賽季結束後離開聖保利，自由轉會加入德甲球隊雲達不萊梅。
2014年8月30日，他在聯賽第二輪對陣霍芬海姆的比賽中，首次為雲達不萊梅上場。並在9月12日，對陣勒沃庫森的比賽中，打進他為雲達不萊梅攻進的第一個進球。2016年7月，他與雲達不萊梅續約至2019年。
2020年1月13日，霍爾斯坦基爾在德國盃第2輪對上2019/2020賽季德甲冠軍拜仁慕尼黑，在點球大戰巴特爾斯踢進制勝點球，最終爆冷6比5獲勝，驚奇贏球的霍爾斯坦基爾晉級16強，將於2月2日對上同為德乙的達姆施塔特。